# Vysoká škola Karlovy Vary
Vysoká škola Karlovy Vary, o.p.s., byla česká soukromá vysoká škola neuniverzitního typu, která působila mezi lety 2000–2016, kdy se stala součástí Vysoké školy finanční a správní. Sídlila v Karlových Varech.
Z vysokoškolského studia nabízela škola možnost v prezenční i kombinované formě studovat bakalářské studijní obory právo v podnikání, sociálně právní činnost, veřejná správa a soudní a notářská administrativní činnost.
Zřizovatelem Vysoké školy Karlovy Vary byl Karlovarský vzdělávací institut, posledním rektorem byl (od akademického roku 2010/2011) prof. JUDr. Ing. Viktor Porada, DrSc. dr. h. c. mult.